# لوری تاینن
لوری تاینن (به انگلیسی: Lowri Tynan) (زادهٔ ۱۳ اکتبر ۱۹۸۷) شناگر اهل ولز است.